# National Hockey League 1998-1999
La stagione 1998-1999 è stata la 82ª edizione della National Hockey League. La stagione regolare iniziò il 9 ottobre 1998 per poi concludersi il 18 aprile 1999, mentre i playoff della Stanley Cup terminarono il 4 giugno 1999. I Tampa Bay Lightning ospitarono l'NHL All-Star Game presso l'Ice Palace il 24 gennaio 1999. La finale di Stanley Cup finì il 19 giugno con la vittoria dei Dallas Stars contro i Buffalo Sabres per 4-2. Per i Dallas Stars fu la prima Stanley Cup conquistata nel corso della loro storia.
Con la creazione dei Nashville Predators la NHL riorganizzò le franchigie all'interno delle sei division rispettando maggiormente le esigenze geografiche rispetto alla vecchia suddivisione in quattro division (Adams/Patrick/Norris/Smythe) abbandonata nella stagione 1993–94. Dopo il trasferimento dei Colorado Avalanche nella Western Conference nel 1995 la situazione nelle quattro stagioni successive rimase invariata nonostante due trasferimenti di franchigie. A partire da questa stagione i Toronto Maple Leafs si spostarono dalla Western alla Eastern Conference. Fu istituito il Maurice Richard Trophy per il giocatore con il maggior numero di reti ottenute nel corso della stagione regolare. Il primo vincitore fu Teemu Selänne dei Mighty Ducks of Anaheim.

## Squadre partecipanti
- Boston Bruins
- Buffalo Sabres
- Calgary Flames
- Carolina Hurricanes
- Chicago Blackhawks
- Colorado Avalanche
- Dallas Stars
- Detroit Red Wings
- Edmonton Oilers
- Florida Panthers
- Los Angeles Kings
- Mighty Ducks Anaheim
- Montreal Canadiens
- Nashville Predators

- New Jersey Devils
- New York Islanders
- New York Rangers
- Ottawa Senators
- Philadelphia Flyers
- Phoenix Coyotes
- Pittsburgh Penguins
- San Jose Sharks
- St. Louis Blues
- Tampa Bay Lightning
- Toronto Maple Leafs
- Vancouver Canucks
- Washington Capitals

## Pre-season

### NHL Expansion Draft
L'Expansion Draft si tenne il 26 giugno 1998 presso la Marine Midland Arena di Buffalo, nello stato di New York. Il draft ebbe luogo per permettere di completare il roster della nuova franchigia iscritta in NHL a partire dalla stagione 1998-1999, i Nashville Predators.

### NHL Entry Draft
L'Entry Draft si tenne il 27 giugno 1998 presso la Marine Midland Arena di Buffalo, nello stato di New York. I Tampa Bay Lightning nominarono come prima scelta assoluta il centro canadese Vincent Lecavalier. Altri giocatori rilevanti selezionati per giocare in NHL furono Michael Rupp, Scott Gomez, Mike Ribeiro e Pavel Dacjuk.

## Stagione regolare

### Classifiche
= Qualificata per i playoff,       = Primo posto nella Conference,       = Vincitore del Presidents' Trophy, ( ) = Posizione nella Conference

#### Eastern Conference
Northeast Division
|    |                         | PG | V  | S  | N  | GF  | GS  | PT  |
| -- | ----------------------- | -- | -- | -- | -- | --- | --- | --- |
| 1. | Ottawa Senators (2)     | 82 | 44 | 23 | 15 | 239 | 179 | 103 |
| 2. | Toronto Maple Leafs (4) | 82 | 45 | 30 | 7  | 268 | 231 | 97  |
| 3. | Boston Bruins (6)       | 82 | 39 | 30 | 13 | 214 | 181 | 91  |
| 4. | Buffalo Sabres (7)      | 82 | 37 | 28 | 17 | 207 | 175 | 91  |
| 5. | Montreal Canadiens (11) | 82 | 32 | 39 | 11 | 184 | 209 | 75  |

Atlantic Division
|    |                         | PG | V  | S  | N  | GF  | GS  | PT  |
| -- | ----------------------- | -- | -- | -- | -- | --- | --- | --- |
| 1. | New Jersey Devils (1)   | 82 | 47 | 24 | 11 | 248 | 196 | 105 |
| 2. | Philadelphia Flyers (5) | 82 | 37 | 26 | 19 | 231 | 196 | 93  |
| 3. | Pittsburgh Penguins (8) | 82 | 38 | 30 | 14 | 242 | 225 | 90  |
| 4. | New York Rangers (10)   | 82 | 33 | 38 | 11 | 217 | 227 | 77  |
| 5. | New York Islanders (13) | 82 | 24 | 48 | 10 | 194 | 244 | 58  |

Southeast Division
|    |                          | PG | V  | S  | N  | GF  | GS  | PT |
| -- | ------------------------ | -- | -- | -- | -- | --- | --- | -- |
| 1. | Carolina Hurricanes (3)  | 82 | 34 | 30 | 18 | 210 | 202 | 86 |
| 2. | Florida Panthers (9)     | 82 | 30 | 34 | 18 | 210 | 228 | 78 |
| 3. | Washington Capitals (12) | 82 | 31 | 45 | 6  | 200 | 218 | 68 |
| 4. | Tampa Bay Lightning (14) | 82 | 19 | 54 | 9  | 179 | 292 | 47 |

#### Western Conference
Northwest Division
|    |                        | PG | V  | S  | N  | GF  | GS  | PT |
| -- | ---------------------- | -- | -- | -- | -- | --- | --- | -- |
| 1. | Colorado Avalanche (2) | 82 | 44 | 28 | 10 | 239 | 205 | 98 |
| 2. | Edmonton Oilers (8)    | 82 | 33 | 37 | 12 | 230 | 226 | 78 |
| 3. | Calgary Flames (9)     | 82 | 30 | 40 | 12 | 211 | 234 | 72 |
| 4. | Vancouver Canucks (13) | 82 | 23 | 47 | 12 | 192 | 258 | 58 |

Central Division
|    |                          | PG | V  | S  | N  | GF  | GS  | PT |
| -- | ------------------------ | -- | -- | -- | -- | --- | --- | -- |
| 1. | Detroit Red Wings (3)    | 82 | 43 | 32 | 7  | 245 | 202 | 93 |
| 2. | St. Louis Blues (5)      | 82 | 37 | 32 | 13 | 237 | 209 | 87 |
| 3. | Chicago Blackhawks (10)  | 82 | 29 | 41 | 12 | 202 | 248 | 70 |
| 4. | Nashville Predators (12) | 82 | 28 | 47 | 7  | 190 | 261 | 63 |

Pacific Division
|    |                          | PG | V  | S  | N  | GF  | GS  | PT  |
| -- | ------------------------ | -- | -- | -- | -- | --- | --- | --- |
| 1. | Dallas Stars (1)         | 82 | 51 | 19 | 12 | 236 | 168 | 114 |
| 2. | Phoenix Coyotes (4)      | 82 | 39 | 31 | 12 | 205 | 197 | 90  |
| 3. | Mighty Ducks Anaheim (6) | 82 | 35 | 34 | 13 | 215 | 206 | 83  |
| 4. | San Jose Sharks (7)      | 82 | 31 | 33 | 18 | 196 | 191 | 80  |
| 5. | Los Angeles Kings (11)   | 82 | 32 | 45 | 5  | 189 | 222 | 69  |

### Statistiche

#### Classifica marcatori
La seguente lista elenca i migliori marcatori al termine della stagione regolare.

| Giocatore      | Squadra                           | PG | G  | A  | Pt  | +/- | MP  |
| -------------- | --------------------------------- | -- | -- | -- | --- | --- | --- |
| Jaromír Jágr   | Pittsburgh Penguins               | 81 | 44 | 83 | 127 | +17 | 66  |
| Teemu Selänne  | Mighty Ducks Anaheim              | 75 | 47 | 60 | 107 | +18 | 30  |
| Paul Kariya    | Mighty Ducks Anaheim              | 82 | 39 | 62 | 101 | +17 | 40  |
| Peter Forsberg | Colorado Avalanche                | 78 | 30 | 67 | 97  | +27 | 108 |
| Joe Sakic      | Colorado Avalanche                | 73 | 41 | 55 | 96  | +23 | 29  |
| Aleksej Jašin  | Ottawa Senators                   | 82 | 44 | 50 | 94  | +16 | 54  |
| Theoren Fleury | Calgary Flames Colorado Avalanche | 75 | 40 | 53 | 93  | +26 | 86  |
| Eric Lindros   | Philadelphia Flyers               | 71 | 40 | 53 | 93  | +35 | 120 |
| John Leclair   | Philadelphia Flyers               | 76 | 43 | 47 | 90  | +36 | 30  |
| Pavol Demitra  | St. Louis Blues                   | 82 | 37 | 52 | 89  | +13 | 16  |

#### Classifica portieri
La seguente lista elenca i migliori portieri al termine della stagione regolare.

Legenda: PG = Partite giocate, Min = Minuti giocati, V = Vinte, S = Perse, P = Pareggiate, OTS = Sconfitte overtime, GS = Gol subiti, SO = Shutout, Sv% = Percentuale di tiri parati, MGS = Media gol subiti
| Giocatore          | Squadra             | PG | Min     | V  | S  | P  | OTS | GS  | SO | Sv%  | MGS  |
| ------------------ | ------------------- | -- | ------- | -- | -- | -- | --- | --- | -- | ---- | ---- |
| Ron Tugnutt        | Ottawa Senators     | 43 | 2508:22 | 22 | 10 | 8  | 1   | 75  | 3  | .925 | 1.79 |
| Dominik Hašek      | Buffalo Sabres      | 64 | 3816:43 | 30 | 18 | 14 | 3   | 119 | 9  | .937 | 1.87 |
| Ed Belfour         | Dallas Stars        | 61 | 3535:49 | 35 | 15 | 9  | 1   | 117 | 5  | .915 | 1.99 |
| Byron Dafoe        | Boston Bruins       | 68 | 4001:17 | 32 | 23 | 11 | 2   | 133 | 10 | .926 | 1.99 |
| Roman Turek        | Dallas Stars        | 26 | 1381:36 | 16 | 3  | 3  | 0   | 48  | 1  | .915 | 2.08 |
| Nikolaj Chabibulin | Phoenix Coyotes     | 63 | 3656:30 | 32 | 23 | 7  | 1   | 130 | 8  | .923 | 2.13 |
| John Vanbiesbrouck | Philadelphia Flyers | 62 | 3711:57 | 27 | 18 | 15 | 2   | 135 | 6  | .902 | 2.18 |
| Artūrs Irbe        | Carolina Hurricanes | 62 | 4370:50 | 27 | 20 | 12 | 4   | 135 | 6  | .923 | 2.22 |
| Steve Shields      | San Jose Sharks     | 37 | 2162:13 | 15 | 11 | 8  | 2   | 80  | 4  | .921 | 2.22 |
| Michael Vernon     | San Jose Sharks     | 49 | 2831:24 | 16 | 22 | 10 | 0   | 107 | 4  | .911 | 2.27 |

## Playoff

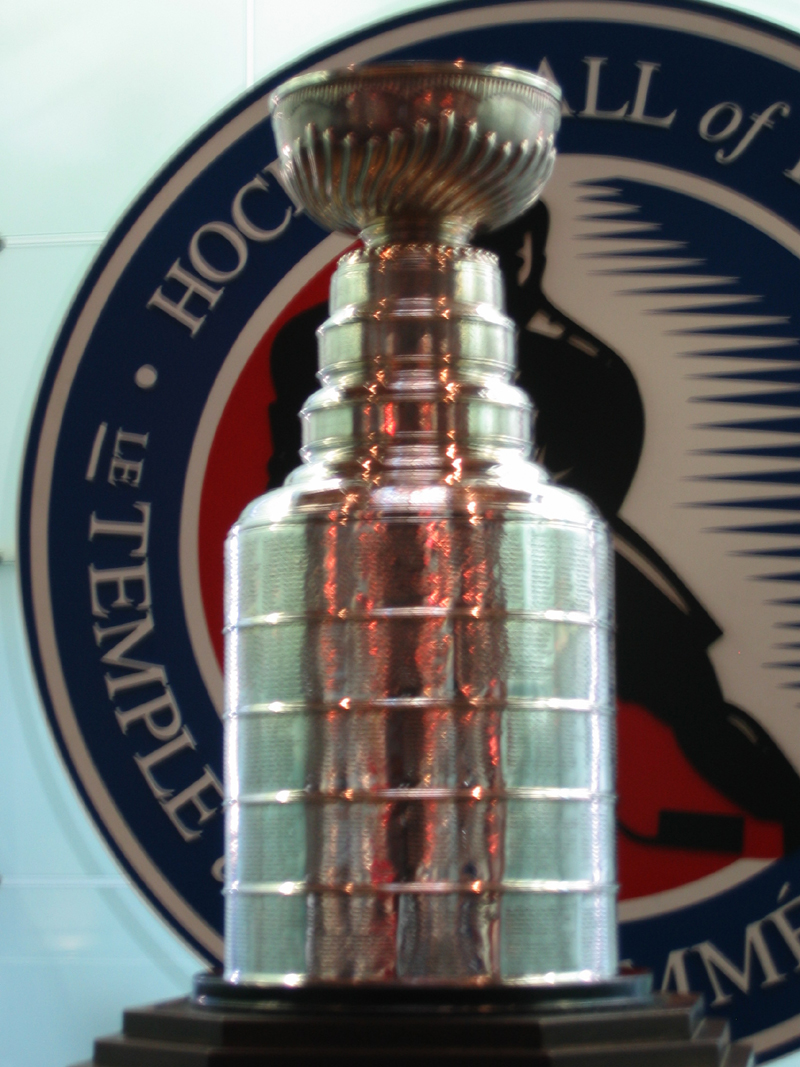
Il trofeo della Stanley Cup

Al termine della stagione regolare le migliori 16 squadre del campionato si sono qualificate per i playoff. I Dallas Stars si aggiudicarono il Presidents' Trophy avendo ottenuto il miglior record della lega con 114 punti. I campioni di ciascuna Division conservarono il proprio ranking per l'intera durata dei playoff, mentre le altre squadre furono ricollocate nella graduatoria dopo ciascun turno.

### Tabellone playoff
In ciascun turno la squadra con il ranking più alto si sfidò con quella dal posizionamento più basso, usufruendo anche del vantaggio del fattore campo. Nella finale di Stanley Cup il fattore campo fu determinato dai punti ottenuti in stagione regolare dalle due squadre. Ciascuna serie, al meglio delle sette gare, seguì il formato 2–2–1–1–1: la squadra migliore in stagione regolare avrebbe disputato in casa Gara-1 e 2, (se necessario anche Gara-5 e 7), mentre quella posizionata peggio avrebbe giocato nel proprio palazzetto Gara-3 e 4 (se necessario anche Gara-6).
|  | Quarti di finale Conference | Quarti di finale Conference                      | Quarti di finale Conference |   |                     | Semifinali Conference | Semifinali Conference | Semifinali Conference |                    |                    | Finali Conference   | Finali Conference  | Finali Conference  |  |  | Finale Stanley Cup | Finale Stanley Cup | Finale Stanley Cup |
|  |                             |                                                  |                             |   |                     |                       |                       |                       |                    |                    |                     |                    |                    |  |  |                    |                    |                    |
|  | 1                           | New Jersey Devils                                | 3                           |   |                     | 4                     | Toronto Maple Leafs   | 4                     |                    |                    |                     |                    |                    |  |  |                    |                    |                    |
|  | 8                           | Pittsburgh Penguins                              | 4                           |   |                     | 8                     | Pittsburgh Penguins   | 2                     |                    |                    |                     |                    |                    |  |  |                    |                    |                    |
|  |                             |                                                  |                             |   |                     |                       |                       |                       |                    |                    |                     |                    |                    |  |  |                    |                    |                    |
|  | 2                           | Ottawa Senators                                  | 0                           |   |                     |                       |                       |                       | Eastern Conference | Eastern Conference | Eastern Conference  | Eastern Conference | Eastern Conference |  |  |                    |                    |                    |
|  | 2                           | Ottawa Senators                                  | 0                           |   |                     |                       |                       |                       | Eastern Conference | Eastern Conference | Eastern Conference  | Eastern Conference | Eastern Conference |  |  |                    |                    |                    |
|  | 7                           | Buffalo Sabres                                   | 4                           |   |                     |                       |                       |                       |                    |                    |                     |                    |                    |  |  |                    |                    |                    |
|  | 7                           | Buffalo Sabres                                   | 4                           |   |                     |                       |                       |                       |                    | 4                  | Toronto Maple Leafs | 1                  |                    |  |  |                    |                    |                    |
|  |                             |                                                  |                             |   |                     |                       |                       |                       |                    | 4                  | Toronto Maple Leafs | 1                  |                    |  |  |                    |                    |                    |
|  |                             | 7                                                | Buffalo Sabres              | 4 |                     |                       |                       |                       |                    |                    |                     |                    |                    |  |  |                    |                    |                    |
|  | 3                           | 7                                                | Buffalo Sabres              | 4 | Carolina Hurricanes | 2                     |                       |                       |                    |                    |                     |                    |                    |  |  |                    |                    |                    |
|  | 3                           |                                                  |                             |   | Carolina Hurricanes | 2                     |                       |                       |                    |                    |                     |                    |                    |  |  |                    |                    |                    |
|  | 6                           | Boston Bruins                                    | 4                           |   |                     |                       |                       |                       |                    |                    |                     |                    |                    |  |  |                    |                    |                    |
|  | 6                           | Boston Bruins                                    | 4                           |   |                     |                       |                       |                       |                    |                    |                     |                    |                    |  |  |                    |                    |                    |
|  |                             |                                                  |                             |   |                     |                       |                       |                       |                    |                    |                     |                    |                    |  |  |                    |                    |                    |
|  |                             |                                                  |                             |   |                     |                       |                       |                       |                    |                    |                     |                    |                    |  |  |                    |                    |                    |
|  | 4                           | Toronto Maple Leafs                              | 4                           |   | 6                   | Boston Bruins         | 2                     |                       |                    |                    |                     |                    |                    |  |  |                    |                    |                    |
|  | 4                           | Toronto Maple Leafs                              | 4                           |   | 6                   | Boston Bruins         | 2                     |                       |                    |                    |                     |                    |                    |  |  |                    |                    |                    |
|  | 5                           | Philadelphia Flyers                              | 2                           |   |                     | 7                     | Buffalo Sabres        | 4                     |                    |                    |                     |                    |                    |  |  |                    |                    |                    |
|  | 5                           | Philadelphia Flyers                              | 2                           |   |                     |                       |                       |                       |                    | E7                 | Buffalo Sabres      | 2                  |                    |  |  |                    |                    |                    |
|  |                             | (Accoppiamenti ristabiliti dopo il primo turno.) |                             |   |                     |                       |                       |                       |                    | E7                 | Buffalo Sabres      | 2                  |                    |  |  |                    |                    |                    |
|  |                             | W1                                               | Dallas Stars                | 4 |                     |                       |                       |                       |                    |                    |                     |                    |                    |  |  |                    |                    |                    |
|  | 1                           | W1                                               | Dallas Stars                | 4 | Dallas Stars        | 4                     |                       |                       | 1                  | Dallas Stars       | 4                   |                    |                    |  |  |                    |                    |                    |
|  | 1                           |                                                  |                             |   | Dallas Stars        | 4                     |                       |                       | 1                  | Dallas Stars       | 4                   |                    |                    |  |  |                    |                    |                    |
|  | 8                           | Edmonton Oilers                                  | 0                           |   |                     | 5                     | St. Louis Blues       | 2                     |                    |                    |                     |                    |                    |  |  |                    |                    |                    |
|  | 8                           | Edmonton Oilers                                  | 0                           |   |                     | 5                     | St. Louis Blues       | 2                     |                    |                    |                     |                    |                    |  |  |                    |                    |                    |
|  |                             |                                                  |                             |   |                     |                       |                       |                       |                    |                    |                     |                    |                    |  |  |                    |                    |                    |
|  | 2                           | Colorado Avalanche                               | 4                           |   |                     |                       |                       |                       |                    |                    |                     |                    |                    |  |  |                    |                    |                    |
|  | 2                           | Colorado Avalanche                               | 4                           |   |                     |                       |                       |                       |                    |                    |                     |                    |                    |  |  |                    |                    |                    |
|  | 7                           | San Jose Sharks                                  | 2                           |   |                     |                       |                       |                       |                    |                    |                     |                    |                    |  |  |                    |                    |                    |
|  | 7                           | San Jose Sharks                                  | 2                           |   |                     |                       |                       |                       | 1                  | Dallas Stars       | 4                   |                    |                    |  |  |                    |                    |                    |
|  |                             |                                                  |                             |   |                     |                       |                       |                       | 1                  | Dallas Stars       | 4                   |                    |                    |  |  |                    |                    |                    |
|  |                             | 2                                                | Colorado Avalanche          | 3 |                     |                       |                       |                       |                    |                    |                     |                    |                    |  |  |                    |                    |                    |
|  | 3                           | 2                                                | Colorado Avalanche          | 3 | Detroit Red Wings   | 4                     |                       |                       |                    |                    |                     |                    |                    |  |  |                    |                    |                    |
|  | 3                           |                                                  |                             |   | Detroit Red Wings   | 4                     |                       |                       |                    |                    |                     |                    |                    |  |  |                    |                    |                    |
|  | 6                           | Mighty Ducks Anaheim                             | 0                           |   |                     |                       |                       |                       |                    |                    | Western Conference  | Western Conference | Western Conference |  |  |                    |                    |                    |
|  | 6                           | Mighty Ducks Anaheim                             | 0                           |   |                     |                       |                       |                       |                    |                    | Western Conference  | Western Conference | Western Conference |  |  |                    |                    |                    |
|  |                             |                                                  |                             |   |                     |                       |                       |                       |                    |                    |                     |                    |                    |  |  |                    |                    |                    |
|  | 4                           | Phoenix Coyotes                                  | 3                           |   | 2                   | Colorado Avalanche    | 4                     |                       |                    |                    |                     |                    |                    |  |  |                    |                    |                    |
|  | 4                           | Phoenix Coyotes                                  | 3                           |   | 2                   | Colorado Avalanche    | 4                     |                       |                    |                    |                     |                    |                    |  |  |                    |                    |                    |
|  | 5                           | St. Louis Blues                                  | 4                           |   |                     | 3                     | Detroit Red Wings     | 2                     |                    |                    |                     |                    |                    |  |  |                    |                    |                    |

### Stanley Cup
La finale della Stanley Cup 1999 è stata una serie al meglio delle sette gare che ha determinato il campione della National Hockey League per la stagione 1998-1999. I Dallas Stars hanno sconfitto i Buffalo Sabres in sei partite e si sono aggiudicati la Stanley Cup per la prima volta nella loro storia. Per gli Stars si trattò del primo successo nella terza partecipazione alla finale dopo le due apparizioni dei Minnesota North Stars, mentre per i Sabres si trattò della terza finale.

## Premi NHL

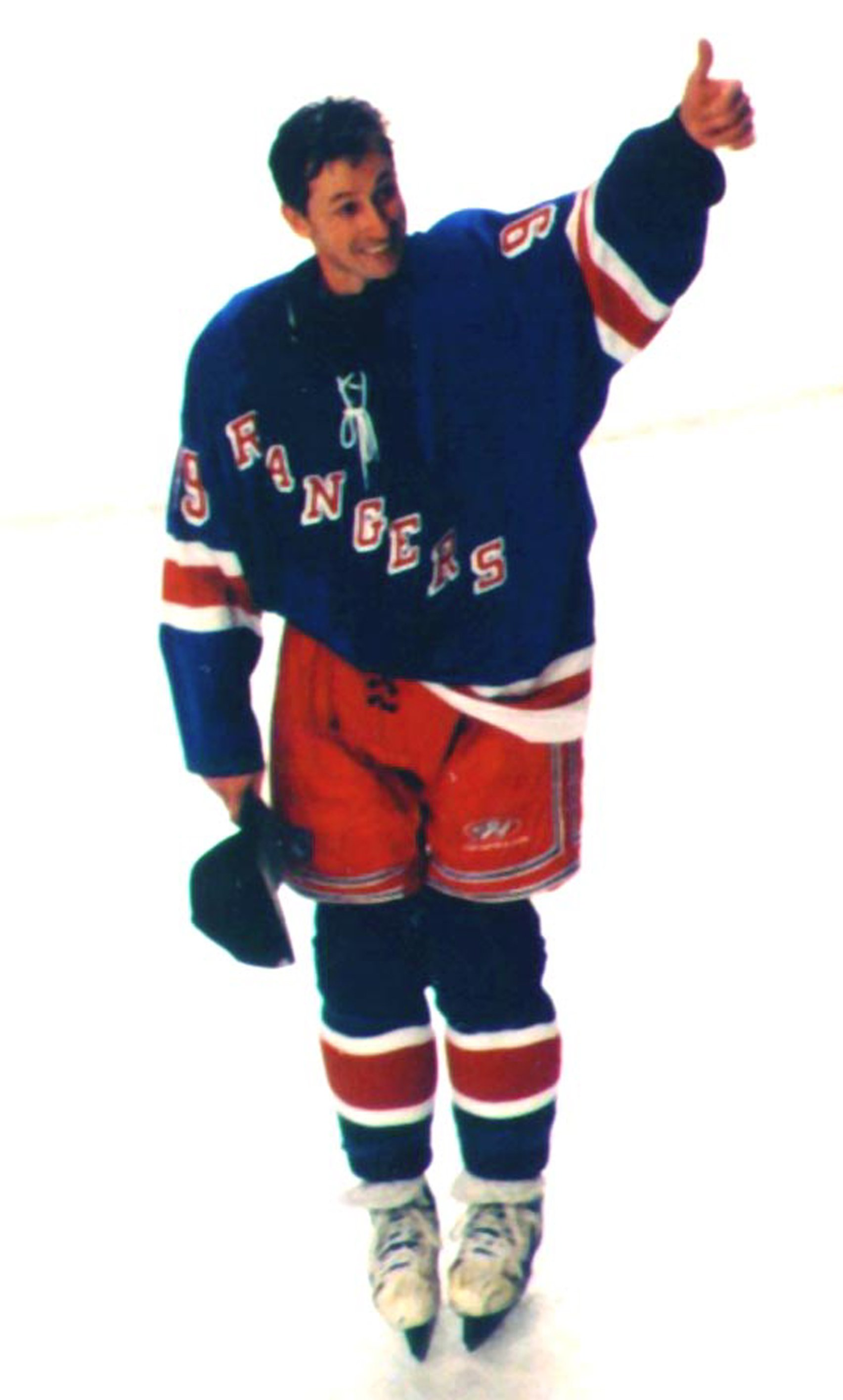
Wayne Gretzky, vincitore del Lady Byng Memorial Trophy, al momento del ritiro con la maglia dei New York Rangers il 18 aprile 1999.

### Riconoscimenti
- Stanley Cup: Dallas Stars
- Presidents' Trophy: Dallas Stars
- Prince of Wales Trophy: Buffalo Sabres
- Clarence S. Campbell Bowl: Dallas Stars
- Art Ross Trophy: Jaromír Jágr (Pittsburgh Penguins)
- Bill Masterton Memorial Trophy: John Cullen (Tampa Bay Lightning)
- Calder Memorial Trophy: Chris Drury (Colorado Avalanche)
- Conn Smythe Trophy: Joe Nieuwendyk (Dallas Stars)
- Frank J. Selke Trophy: Jere Lehtinen (Dallas Stars)
- Hart Memorial Trophy: Jaromír Jágr (Pittsburgh Penguins)
- Jack Adams Award: Jacques Martin (Ottawa Senators)
- James Norris Memorial Trophy: Al MacInnis (St. Louis Blues)
- King Clancy Memorial Trophy: Rob Ray (Buffalo Sabres)
- Lady Byng Memorial Trophy: Wayne Gretzky (New York Rangers)
- Lester B. Pearson Award: Jaromír Jágr (Pittsburgh Penguins)
- Lester Patrick Trophy: Harry Sinden
- Maurice Richard Trophy: Teemu Selänne (Mighty Ducks of Anaheim)
- NHL Foundation Player Award: Rob Ray (Buffalo Sabres)
- NHL Plus/Minus Award: John LeClair (Philadelphia Flyers)
- Vezina Trophy: Dominik Hašek (Buffalo Sabres)
- William M. Jennings Trophy: Ed Belfour e Roman Turek (Dallas Stars)

### NHL All-Star Team
First All-Star Team
- Attaccanti: Paul Kariya • Peter Forsberg • Jaromír Jágr
- Difensori: Al MacInnis • Nicklas Lidström
- Portiere: Dominik Hašek

Second All-Star Team
- Attaccanti: John LeClair • Aleksej Jašin • Teemu Selänne
- Difensori: Ray Bourque • Eric Desjardins
- Portiere: Byron Dafoe

NHL All-Rookie Team
- Attaccanti: Chris Drury • Milan Hejduk • Marián Hossa
- Difensori: Tom Poti • Sami Salo
- Portiere: Jamie Storr